# George Lazenby
George Lazenby   (Goulburn, 5 de setembre de 1939) és un actor australià conegut per haver interpretat a James Bond.

## Biografia
Primer venedor de cotxes i, després model, va anar cap al cinema. Va ser el successor de Sean Connery com a James Bond a la pel·lícula 007 al servei secret de Sa Majestat, el 1969, al costat de Diana Rigg, abans que Sean Connery reprengués el paper a Diamants per a l'eternitat, els productors no li havien renovat el seu contracte després de la pel·lícula, que va tenir poc èxit. Segons algunes fonts, ell mateix hauria renunciat a rodar altres pel·lícules de la sèrie amb l'assessorament del seu l'agent, per qui l'èxit de James Bond no duraria gaire.
Va fer nombroses aparicions en la sèrie de pel·lícules Emmanuelle.
A la sèrie The Pretender, ell encarna el paper principal de Charles.
Des de 2002, està casat amb l'exjugadora de tennis Pam Shriver. El 2008, la seva esposa va iniciar els tràmits de divorci. La parella va tenir 3 fills, inclosos dos bessons.

## Filmografia
- Espionage in Tangiers (1966)
- 007 al servei secret de Sa Majestat (1969)
- Universal Soldier (1971)
- Who Saw Her Die? (1972)
- Life and Legend of Bruce Lee (1973)
- The Last Days of Bruce Lee (1973)
- The Shrine of Ultimate Bliss (1974)
- The Man from Hong Kong (1975)
- A Queen's Ransom (1976)
- The Kentucky Fried Movie (1977)
- Bruce Lee, The Legend (1977)
- Game of Death (1978)
- Death Dimension 1978)
- Saint Jack (1979)
- The Nude Bomb (1980) - cameo
- General Hospital (1982) (Sèrie TV)
- The Return of the Man from U.N.C.L.E. (1983) (telefilm)
- The Master (1984) (Sèrie TV)
- Never Too Young to Die (1986)
- Superboy (1988) (Sèrie TV)
- The Evil Inside (1992)
- Emmanuelle's Secret (1998)
- Emmanuelle's Revenge (1992)
- Emmanuelle's Perfume (1992)
- Emmanuelle's Magic (1992)
- Gettysburg (1993) -
- YuYu Hakusho: Eizo Hakusho (1993) (veu)
- Emmanuelle's Love (1993)
- Emmanuelle in Venice (1993)
- Emmanuelle Forever (1993)
- Batman Beyond (1999) (Sèrie TV) (veu)
- Batman Beyond: The Movie (1999) (Sèrie TV) (veu)
- The Pretender (1999–2000) (Sèrie TV)-
- Mort a la carta (Four Dogs Playing Poker) (2000)
- Spider's Web (2001)
- YuYu Hakusho: Ghost Files (2002) (Sèrie TV) (veu)
- Winter Break (2003)